# Bourne shell
La Bourne shell, nota anche col nome di sh, è una shell testuale per i sistemi operativi Unix.
Pur essendo concepita come interprete di un linguaggio di scripting, essa divenne popolare anche nell'uso interattivo. 

## Storia
Essa prende il nome dal suo inventore, Stephen Bourne dei laboratori AT&T, che la sviluppò nel corso degli anni 1970, per rilasciarne nel 1978 la versione poi usata nella versione 7 di UNIX. 
A partire dalla versione 7 di UNIX, la Bourne shell sostituì la Thompson shell come shell predefinita del sistema, distribuita ai college ed alle università. Oggi è del tutto obsoleta, tuttavia è ancora presente su Solaris come /bin/sh. Nell'uso quotidiano è stata sostituita da altre shell come Bash e la Korn shell, che ne riprendono la sintassi, ampliandola.

## Esempi di utilizzo

### Hello, world!
Scrive il testo "Hello world" sullo standard output.
```
echo 'Hello World'
```

### Contenuto di una directory
Utilizzo del comando "ls" per visualizzare il contenuto della Scrivania su un sistema Ubuntu.
```
ls /home/utente/Scrivania
```

### Cambiare directory
Per spostarsi da una cartella all'altra, è necessario usare il comando "cd".
```
cd /home/utente/Scrivania/cartella/
```